# الاتحاد النسائي الديمقراطي الدولي
الاتحاد النسائي الديمقراطي الدولي (WIDF)، منظمة دولية مهتمة بالعمل من أجل حقوق المرأة، وتأسست عام 1945، وكانت الأكثر نشاطًا خلال الحرب الباردة. حددت في البداية مجالات الاهتمام التي شملت مناهضة الفاشية والسلام العالمي ورعاية الأطفال وتحسين وضع المرأة. وُصفت بالموالية للسوفييت والميل للشيوعية خلال حقبة الحرب الباردة.
يقال إن اليوم العالمي لحماية الأطفال، الذي يُحتفل به في العديد من البلدان باعتباره يوم الطفل في الأول من يونيو منذ عام 1950، قد أقره الاتحاد في مؤتمره في نوفمبر 1949 في موسكو. نشر الاتحاد النسائي الديمقراطي الدولي مجلة «نساء العالم بأسره» الشهرية باللغات الإنجليزية والفرنسية والإسبانية والألمانية والروسية، مع أعداد باللغة العربية من حين لآخر.
تأسس الاتحاد النسائي الديمقراطي الدولي في باريس عام 1945، لكنه حُظر لاحقًا من قبل السلطات الفرنسية ونُقل إلى برلين الشرقية، حيث دعمته حكومة ألمانيا الشرقية. كانت يوجيني كوتون الرئيسة الأولى للاتحاد، وضمت قائمة الأعضاء المؤسسات تسولا دراجويشيفا وآنا باكر، وكانت الأسترالية فريدا براون من بين القياديات اللاتي انضممن لاحقًا.
كان الاتحاد النسائي الديمقراطي الدولي واحدًا من أكبر و «ربما أكثر المنظمات النسائية الدولية تأثيرًا في حقبة ما بعد عام 1945» في الكتلة الشرقية. تمتع الاتحاد بمركز استشاري لدى المجلس الاقتصادي والاجتماعي للأمم المتحدة في مراحل مختلفة من تاريخه. تمثّل وجود الاتحاد في الأمم المتحدة بممثلين في لجنة الأمم المتحدة المعنية بوضع المرأة، وقد أعلنت بعدها الأمم المتحدة السنة الدولية للمرأة في عام 1975.
فقدت المنظمة تمويلها ومعظم أهميتها وعضويتها بعد انتهاء الحرب الباردة، نتيجة سقوط رعاتها الأساسيين، ألمانيا الشرقية والاتحاد السوفيتي. تتمركز أمانة المنظمة الموجودة اليوم تحت هذا الاسم في ساو باولو في البرازيل. تشغل عضوة الكونجرس الفلبيني ليزا مازا، مركز المنسق الإقليمي للاتحاد في آسيا.

## الحرب الباردة
كان كونغرس النساء الأمريكيات المنظمة التابعة للاتحاد النسائي الديمقراطي الدولي في الولايات المتحدة خلال الحرب الباردة. استُهدف أعضاء كونغرس النساء الأمريكيات من قبل لجنة الأنشطة غير الأمريكية التابعة لمجلس النواب في عام 1949. دُعي الاتحاد ضمن تقرير اللجنة بمنظمة «الجبهة الشيوعية» وأنه أكثر اهتمامًا في دعم السياسة السوفييتية الخارجية من اهتمامه في النهوض بحقوق المرأة. حُظر الاتحاد من قبل السلطات الفرنسية، ونُقل مقره بعد ذلك من باريس إلى برلين الشرقية، كما خسر موقعه الاستشاري لدى الأمم المتحدة.
واصل الباحثون في وقت لاحق القول بأن الاتحاد كان منظمة نسوية نشطة تدافع عن حقوق المرأة، وأن الصور النمطية «للحرب الباردة» تؤثر باستمرار على إرث هذه المنظمة، مما يمحوها بشكل فعال من تاريخ الحركات النسائية العالمية. لعب الاتحاد- بمعزل عن سياق الحرب الباردة- دورًا مهمًا في دعم نضال النساء ضد الاستعمار في آسيا وإفريقيا وأمريكا اللاتينية.